# أختوبينسك
أختوبينسك (بالروسية: Ахтубинск) هي إحدى مدن روسيا في الكيان الفدرالي الروسي أستراخان أوبلاست.